# Nidlenloch
Le Nidlenloch est une cavité naturelle karstique du massif du Jura, située sur le territoire de la commune de Oberdorf dans le canton de Soleure en Suisse. Elle est classée réserve naturelle.

## Géographie
L'entrée de la grotte se situe à 1 274 m, près du Weissenstein. La cavité comprend un système de 7 561 m de longueur s'étendant jusqu'à 407 m de profondeur en dessous de l'entrée. Elle constitue la plus grande grotte du massif du Jura suisse. Au milieu de la grotte, un système de galeries horizontales forme une partie labyrinthique à partir duquel partent de nombreuses galeries.

## Historique
L'ingénieur suisse Moser établit dès 1868 une première topographie des galeries connues à cette date. Depuis, de nombreuses expéditions ont permis d'explorer de nouvelles galeries et de les cartographier.  